# Mateusz Kotra
Mateusz Kotra, né le 19 avril 1990, est un joueur de squash représentant la Pologne. Il est champion de Pologne en 2015 et 2016.

## Biographie
Mateusz Kotra n'a joué que sporadiquement sur le PSA World Tour et n'a pas réussi à se placer dans les classements mondiaux. Il a participé à plusieurs championnats européens avec l'équipe nationale polonaise et a joué pour la Pologne aux Jeux mondiaux de 2017, où il s'incline au premier tour face à Grégoire Marche.

## Palmarès

### Titres
- Championnat de Pologne : 2 titres (2015[3], 2016)